# روجر أبيري
روجر أبيري (بالفرنسية: Roger Apéry)‏ (مواليد في 14 نوفمبر 1916، روان - 18 ديسمبر 1994، كاين) كان عالم رياضيات يونانيًا فرنسيًا يتذكره معظمهم عن مبرهنة أبيري، التي تنص على أن (ζ(3 رقم غير منطقي. حيث ζ تشير إلى دالة ريمان زيتا.